# 朱天慧
朱天慧（1944年—），山东高密人，汉族，中华人民共和国政治人物，中国致公党党员，第十一届全国人民代表大会天津地区代表。
毕业于德国海德堡大学人类遗传研究所。2008年，当选为全国人大代表。